# 蛇頭山
23°33′06.7″N 119°32′51.4″E / 23.551861°N 119.547611°E
蛇頭山是位於台灣澎湖縣馬公市風櫃里的一座山峰，峰頂海拔20公尺，為台灣小百岳之一，是小百岳中海拔最低者。該山峰地處風櫃尾，原有三等三角點陸補40號，但已遺失。該地區已由澎湖國家風景區管理處規劃為「蛇頭山遊憩區」。